# Brocade Communications Systems
Brocade Communications Systems est une société américaine fondée en 1995 et basée à San José dans la Silicon Valley. Elle conçoit et réalise des systèmes de communication pour les réseaux SAN et FAN. 
Sur ses 2 400 employés, 1 000 sont affectés au développement, 250 au support et 200 sont consultants.

## Histoire
Brocade est un acteur majeur dans le développement des SAN, et en rachetant la société McData en 2005 devient ainsi le principal fournisseur de switchs Fibre Channel.
En 2008, Brocade rachète Foundry Networks et étoffe ainsi son portfolio avec des produits réseau IP. Brocade participe à la mise au point de la norme SMI-S.
En avril 2016, Brocade annonce l'acquisition de Ruckus Wireless, spécialisé dans le Wi-Fi, pour 1,5 milliard de dollars.
En novembre 2016, Broadcom annonce l'acquisition de Brocade Communications Systems, spécialiste des équipements réseaux filaires, pour 5,5 milliards de dollars.

## Produits
- ASIC 1, 2, 4, 8 Gbit/s
- Switchs FC (voir tableau ci-dessous)
- Director 48000 (jusqu'à 384 ports 4 Gbit/s)
- DCX Backbone (jusqu'à 768 ports 8 Gbit/s)
- Switch et lame de virtualisation du stockage
- Switch et lame de chiffrement
- Passerelles iSCSI
- File Management Engine (FME)

| Nom Brocade | Nom McData avant acquisition | Débit Maxi (Gbit/s) | Nombre de ports | Nom IBM type-mode | Nom HP      | Nom EMC    |
| ----------- | ---------------------------- | ------------------- | --------------- | ----------------- | ----------- | ---------- |
| 2800        | -                            | 1                   | 16              | 2109-S16          | 16B         | DS-16B     |
| 3200        | -                            | 2                   | 8               | 3534-F08          | 2/8         | DS-8B2     |
| 3800        | -                            | 2                   | 16              | 2109-F16          | 2/16        | DS-16B2    |
| 3250        | -                            | 2                   | 8               | 2005-H08          | 2/8V        | N/A        |
| 3850        | -                            | 2                   | 16              | 2005-H16          | 2/16V       | DS-16B3    |
| 3900        | -                            | 2                   | 32              | 2109-F32          | 2/32        | DS-32B2    |
| 12000       | -                            | 2                   | 2 x 64          | 2109-M12          | 2/64        | ED-12000-B |
| 24000       | -                            | 4                   | 128             | 2109-M14          | 2/128       | ED-24000B  |
| 48000       | -                            | 4/8                 | 384             | 2109-M48          | 4/256       | ED-48000B  |
| 200E        | -                            | 4                   | 16              | 2005-B16          | 4/16        | N/A        |
| 4100        | -                            | 4                   | 32              | 2005-B32          | 4/32        | DS-4100B   |
| 4900        | -                            | 4                   | 64              | 2005-B64          | 4/64        | DS-4900B   |
| 5000        | -                            | 4                   | 32              | 2005-B5K          | 4/32B       | DS-5000B   |
| 7500        | -                            | 4                   | 16              | 2005-R18          | 400 MPR     | N/A        |
| DCX         | -                            | 8                   | 768             | 2499-384          | DC Backbone | ED-DCX-B   |
| 300         | -                            | 8                   | 24              | 2498-24E          | 8/24        | DS-300B    |
| 5100        | -                            | 8                   | 40              | 2498-40E          | 8/40        | DS-5100B   |
| 5300        | -                            | 8                   | 80              | 2498-B80          | 8/80        | DS-5300B   |
| Mi10K       | Intrepid 10000               | 10                  | 256             | 2027-256          | N/A         | ED-10000M  |
| M6140       | Intrepid 6140                | 10                  | 140             | 2027-140          | 2/140       | ED-140M    |
| M4400       | Sphereon 4400                | 4                   | 16              | 2026-416          | N/A         | DS-4400M   |
| M4700       | Sphereon 4700                | 4                   | 32              | 2026-432          | N/A         | DS-4700M   |

## Logiciels
- Fabric OS
- File Area Network
- DCFM (Data Center Fabric Manager)
- BNA (Brocade Network Advisor)
- Data Migration Manager

## Services
- Formation
- Assistance sur site
- Support